# Alexander Peresvet

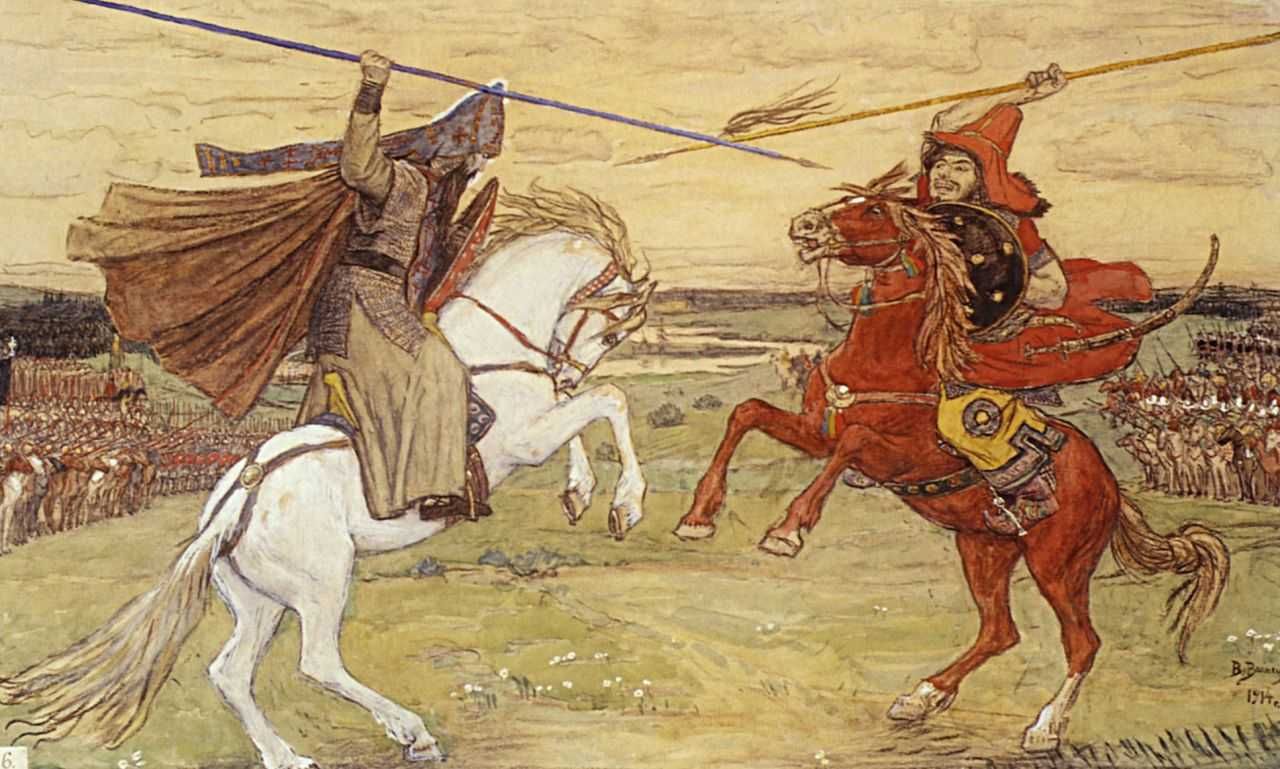
"Combate único de Peresvet contra Tchelubei antes da Batalha de Kulikovo", de Viktor Vasnetsov

Alexander Peresvet (em russo:  Александр Пересвет; m. Kulikovo, 8 de setembro de 1380) foi um monge ortodoxo russo morto em um duelo contra o guerreiro tártaro Temir-Murza (conhecido em fontes russas como Tchelubei) na Batalha de Kulikovo, onde mataram um ao outro.

## Biografia
Acredita-se que Peresvet nasceu na região de Briansk, tomando votos monásticos no Mosteiro de Santos Bóris e Glebo, em Rostov. Posteriormente, mudou-se para a Pereslávia a serviço de Demétrio de Moscou, e finalmente à Lavra da Trindade, onde se tornou um seguidor de São Sérgio de Radonej. Neste contexto, Peresvet e seu amigo Osliabia uniram-se com as tropas russas contra a invasão de Mamai.
A Batalha de Kulikovo foi aberta por um combate único entre um campeão de cada exército: Peresvet dentre os russos e Temir-Murza (chamado Tchelubei pelos russos) representando a Horda Dourada. Ambos mataram um ao outro no primeiro confronto, apesar de a tradição russa contar que Peresvet não caiu da sela, ao contrário de Temir-Murza.
Os corpos de Peresvet e Osliabia foram levados a Moscou, onde estão enterrados sobre a Igreja da Teótoco em Simonovo.